# Campeonato Amateur de Guayaquil
El Campeonato Amateur de Guayaquil, también conocido como Amateur del Guayas o Liga de Guayaquil, fue un extinto torneo de fútbol organizado y auspiciado por la Federación Deportiva del Guayas. Fue el primer campeonato oficial de este deporte en todo el Ecuador, y se lo considera como el comienzo de la era denominada como amateurismo. El torneo inició en el año de 1922 y su última edición se dio en 1950, junto con la llegada de la era profesional y el nacimiento de la Copa de Guayaquil.

## Historia
El fútbol ecuatoriano tuvo su origen en Guayaquil, su ubicación privilegiada desde siempre le permitió recibir la influencia de las nuevas corrientes de pensamiento y en este caso el deporte no fue excepción. Los hermanos Wright fueron quienes trajeron el primer balón de fútbol y el reglamento, también fundaron el primer club deportivo y entre los miembros de esa institución disputaron el primer encuentro de fútbol con la presencia del presidente Eloy Alfaro, que se desarrolló en la Plaza Abdon Calderon hoy Plaza de la Victoria, que por aquella época de inicios de siglo era planicie polvorienta. 
Con el pasar de los años el fútbol fue ganando popularidad y se fundaron nuevos clubs y a la falta de campos de fútbol se volcaron a los terrenos del Viejo Hipódromo Jockey Club, donde en él se desarrollaron los primeros campeonatos no federados que se hacían en cada celebración festiva ya sea por la Independencia de Chile, de Guayaquil e incluso de Quito.
Ya en la década del '20 se hizo imperiosa la necesidad de una entidad que agrupe la actividad deportiva de la ciudad, para 1922 se dio origen a la Federación Deportiva del Guayas que vio la luz en las instalaciones de la Asociación de Empleados. Este nuevo organismo preparó el primer campeonato federado de Fútbol jugado en el Ecuador en 1922 que tuvo carácter eliminatorio y para el año de 1923 el torneo cambió de formato convirtiéndose en una Liga que se mantuvo así hasta el año de 1950 donde acabó la era del amateurismo dando paso al profesionalismo tras la separación del Emelec, Barcelona, Reed Club y otros equipos para formar Asociación de Fútbol del Guayas. El primer club que alcanzó la gloria fue el Racing Club, el primer torneo se jugó con 14 equipos, mientras que el último campeón fue el Barcelona.

## Formato del torneo
Década de los '20 
Década de los '30 
En la ediciones de 1930 y 1931 se jugaría con 9 equipos, en los torneos de 1932 e 1933 se jugarían con 10 equipos cabe recordar que desde la edición de 1931 a 1933 se jugarían encuentros de promoción para ver quien descendía en ese encuentro se jugaba el último de la tabla ante el campeón de la Serie B o de la División Intermedia ya que en algunos años se eliminaba o se la restituía, como el segundo escalón del torneo amateur. Para el torneo de 1934, se volvería a jugar con 6 equipos, para la Liga de Guayaquil 1935 se aumentaría a 7 equipos y sería el primer torneo. En jugar en partidos de ida y vuelta, para los torneos de 1936 y 1937, se mantendría la misma cantidad de participantes pero solamente se jugaría a una sola etapa, en el torneos de 1938 e 1939, se rebajaría la cantidad a 6 equipos. 
Década de los '40 
Para las ediciones de 1940 e 1941 se jugaron a una sola vuelta con 6 equipos cabe recordar que en el torneo de 1941 no hubo descenso, debido a que se tuvo que jugar por el mes de noviembre, esto fue por la Guerra del 41 entre Ecuador y Perú, de 1942 a 1943 se tuvo que jugar el torneo con 7 equipos, para la Liga de Guayaquil 1944 se aumentó a 10 equipos y no hubo descenso, para la edición de la Liga de Guayaquil 1945 se subió la cantidad de 12 equipos, de los cuales se mantendrían los equipos ubicados en los primeros 6 puestos, se eliminaría la división intermedia, como segundo nivel y en su lugar se jugaría como segundo nivel la Serie B, a partir de los torneos de 1946 a 1949 se jugarían con 6 equipos y se implementarían los encuentros de ida y vuelta cabe recordar que para el torneo de 1946 el campeón participaría en el Campeonato Sudamericano de Campeones 1948.
Década de los '50 
Para la última edición que se jugó en 1950 se mantendría el mismo sistema de los 6 equipos en encuentros de ida y vuelta, lastimosamente como fue el último torneo no hubo descenso.

### Cuadro de honor del Campeonato Amateur de Guayaquil
| Campeonato Amateurs de Guayaquil | Campeonato Amateurs de Guayaquil      | Campeonato Amateurs de Guayaquil | Campeonato Amateurs de Guayaquil | Campeonato Amateurs de Guayaquil |
| Temporada                        | Campeón                               | Subcampeón                       | Tercero                          | Cuarto                           |
| -------------------------------- | ------------------------------------- | -------------------------------- | -------------------------------- | -------------------------------- |
| 1922                             | Racing Club (1)                       | Oriente (1)                      | Sin datos                        | Sin datos                        |
| 1923                             | Oriente (1)                           | LDU (1)                          | Sin datos                        | Sin datos                        |
| 1924                             | Racing Club (2)                       | Sporting Packard (1)             | Sin datos                        | Sin datos                        |
| 1925                             | Sporting Packard (1) Gral. Córdova(1) | No hubo subcampeón               | Patria (1)                       | Racing Club (1)                  |
| 1926                             | Sporting Packard(2)                   | Guayaquil SC (1)                 | Racing Club (1)                  | Barcelona (1)                    |
| 1927                             | Gral. Córdova(2)                      | Patria(1)                        | Oriente(1)                       | Rocafuerte(1)                    |
| 1928                             | Gral. Córdova(3)                      | Barcelona (1)                    | Guayaquil SC (1)                 | Norteamérica (1)                 |
| 1929                             | Gral. Córdova(4)                      | Panamá (1)                       | Rocafuerte (1)                   | Racing Club (2)                  |
| 1930                             | Gral. Córdova(5)                      | Panamá (2)                       | Barcelona (1)                    | Norteamérica (2)                 |
| 1931                             | Racing Club(3)                        | Italia (1)                       | Norteamérica (1)                 | Barcelona (1)                    |
| 1932                             | Athletic Club(1)                      | Panamá (3)                       | Italia (1)                       | Patria (1)                       |
| 1933                             | Norteamérica (1)                      | Patria (2)                       | Daring (1)                       | Panamá (1)                       |
| 1934                             | Daring (1)                            | Panamá (4)                       | Norteamérica (2)                 | Italia (1)                       |
| 1935                             | Italia (1)                            | Patria (3)                       | LDE(G) (1)                       | Panamá (2)                       |
| 1936                             | Daring(2)                             | Panamá(5)                        | Italia(2)                        | Patria(2)                        |
| 1937                             | Italia(2)                             | 9 de Octubre (1)                 | Patria (2)                       | Panamá (3)                       |
| 1938                             | Panamá(1)                             | Patria (4)                       | Italia (3)                       | Norteamérica (3)                 |
| 1939                             | Panamá (2)                            | Patria (5)                       | 9 de Octubre (1)                 | Italia (2)                       |
| 1940                             | 9 de Octubre(1)                       | Patria (6)                       | Italia (4)                       | Panamá (4)                       |
| 1941                             | Panamá (3)                            | 9 de Octubre (2)                 | Italia (5)                       | Guayaquil SC (1)                 |
| 1942                             | Patria (1)                            | Guayaquil SC (2)                 | Panamá (1)                       | 9 de Octubre (1)                 |
| 1943                             | Guayaquil SC (1)                      | Panamá (6)                       | Patria (3)                       | Emelec (1)                       |
| 1944                             | Patria (2)                            | 9 de Octubre(3)                  | Panamá (2)                       | Guayaquil SC (1)                 |
| 1945                             | Patria (3)                            | 9 de Octubre(4)                  | Emelec (1)                       | Panamá (5)                       |
| 1946                             | Emelec (1)                            | 9 de Octubre(5)                  | Norteamérica (2)                 | Panamá (6)                       |
| 1947                             | Norteamérica (2)                      | 9 de Octubre(6)                  | Barcelona (2)                    | Emelec (2)                       |
| 1948                             | Emelec (2)                            | Norteamérica (1)                 | Barcelona (3)                    | Panamá (7)                       |
| 1949                             | Norteamérica (3)                      | Barcelona (2)                    | Emelec (2)                       | Panamá (8)                       |
| 1950                             | Barcelona (1)                         | Emelec (1)                       | Norteamérica (4)                 | 9 de Octubre(1)                  |

## Estadísticas por equipo

### Campeonatos
| Palmarés Campeonato Amateurs de Guayaquil | Palmarés Campeonato Amateurs de Guayaquil | Palmarés Campeonato Amateurs de Guayaquil | Palmarés Campeonato Amateurs de Guayaquil | Palmarés Campeonato Amateurs de Guayaquil | Palmarés Campeonato Amateurs de Guayaquil |
| Equipo                                    | Títulos                                   | Subtítulos                                | Tercero                                   | Campeonatos                               | Subcampeonatos                            |
| ----------------------------------------- | ----------------------------------------- | ----------------------------------------- | ----------------------------------------- | ----------------------------------------- | ----------------------------------------- |
| Gral. Córdova                             | 5                                         |                                           |                                           | 1925, 1927, 1928, 1929, 1930.             |                                           |
| Panamá                                    | 3                                         | 6                                         | 3                                         | 1938, 1939, 1941.                         | 1929, 1930, 1932, 1934, 1936, 1943.       |
| Patria                                    | 3                                         | 6                                         | 3                                         | 1942, 1944, 1945.                         | 1927, 1933, 1935, 1938, 1939, 1940.       |
| Norte América                             | 3                                         | 1                                         | 3                                         | 1933, 1947, 1949.                         | 1948.                                     |
| Racing Club                               | 3                                         |                                           | 1                                         | 1922, 1924, 1931.                         |                                           |
| Emelec                                    | 2                                         | 1                                         | 2                                         | 1946, 1948.                               | 1950.                                     |
| Sporting Packard                          | 2                                         | 1                                         |                                           | 1925, 1926.                               | 1924                                      |
| Italia                                    | 2                                         | 1                                         | 5                                         | 1935, 1937.                               | 1931                                      |
| Daring                                    | 2                                         |                                           |                                           | 1934, 1936.                               |                                           |
| 9 de Octubre                              | 1                                         | 6                                         | 1                                         | 1940.                                     | 1937, 1941, 1944, 1945, 1946, 1947.       |
| Guayaquil SC                              | 1                                         | 2                                         | 1                                         | 1943.                                     | 1926, 1942.                               |
| Barcelona                                 | 1                                         | 2                                         | 3                                         | 1950.                                     | 1928, 1949.                               |
| Oriente                                   | 1                                         | 1                                         | 1                                         | 1923.                                     | 1922.                                     |
| Athletic Club                             | 1                                         | 0                                         |                                           | 1932.                                     |                                           |

Nota:
 (1)El Sporting Packard se llamó Diablo Rojo desde 1927.
 (2)El Italia cambia de nombre a Estrella en 1943 debido a la Segunda Guerra Mundial.

## Campeones consecutivos
| Equipo               | Temporadas campeón      |
| Tetracampeonatos     | Tetracampeonatos        |
| -------------------- | ----------------------- |
| Gral. Córdova (4)    | 1927, 1928, 1929, 1930. |
| Bicampeonatos        |                         |
| Sporting Packard (2) | 1925, 1926.             |
| Patria(2)            | 1944, 1945.             |
| Panamá(2)            | 1938, 1939.             |